# Давыдов, Иван Павлович
Ива́н Па́влович Давы́дов (род. 1973, Москва) — российский религиовед и правовед, специалист по методологии и эпистемологии религиоведения, социологии религии, семиотике религиозного мифоритуала, иконологии, иеротопики, компаративистике религиозного права. Поэт. Доктор философских наук (2019), доцент (2010).

## Биография
Родился в 1973 году в Москве.
В 1995 году с отличием (диплом ЦВ 549090 от 30 июня 1995 года) окончил философский факультет МГУ имени М. В. Ломоносова по специальности «философия».
С 1997 года — ассистент, а с 2005 года — доцент кафедры философии религии и религиоведения философского факультета МГУ; в 1998 году окончил очную аспирантуру. Также преподавал на социологическом факультете университета.
С 3 сентября 2001 года — член редакционной коллегии научно-теоретического журнала «Религиоведение», ведущий рубрики «Религия и право».
В 2002 году окончил Юридический факультет МГУ.
В 2003 году под научным руководством Н. К. Дмитриевой защитил диссертацию на соискание учёной степени кандидата философских наук по теме «Православный акафист русским святым (религиоведческий анализ)» (Специальность 09.00.13 — «религиоведение, философская антропология, философия культуры»). Официальные оппоненты — доктор философских наук Е. С. Элбакян и кандидат философских наук, доцент В. А. Башкалова. Ведущая организация — Амурский государственный университет. Диплом кандидата философских наук КТ № 101266 выдан 18 июля 2003 года.
В 2010 году присвоено учёное звание доцента (по кафедре философии религии и религиоведения; аттестат доцента ДЦ № 025613 от 17 февраля 2010 года).
С 2012 года — внештатный рецензент научного журнала «Вестник ПСТГУ»; также, с 20 апреля 2012 года — член редакционной коллегии научного журнала «Государство, религия, Церковь в России и за рубежом». В этом же году подготовил докторскую диссертацию на тему «Семантика религиозного мифоритуала (на материале православной гимнографии, иконописи и зодчества)».
В 2019 году в Российской академии народного хозяйства и государственной службы при Президенте Российской Федерации защитил диссертацию на соискание учёной степени доктора философских наук по теме «Функциональный анализ религиозного мифоритуала (на материале христианской гимнографии, иконописи и зодчества)» (специальность 09.00.14 — философия религии и религиоведение). Официальные оппоненты — доктор философских наук, профессор В. С. Глаголев, доктор философских наук, профессор Е. И. Аринин и кандидат философских наук, доктор социологических наук, профессор М. Ю. Смирнов. Ведущая организация — Санкт-Петербургский государственный университет (кандидат философских наук, доцент философии религии и религиоведения СПбГУ И. А. Тульпе). Положительные отзывы на автореферат представили: доктор филологических наук, профессор кафедры русской филологии Сегедского университета, член Союза писателей России В. В. Лепахин; кандидат исторических наук, старший научный сотрудник Отдела новой и новейшей истории Института всеобщей истории РАН И. А. Фадеев; доктор философских наук, ведущий научный сотрудник отдела по исследованию политических институтов и процессов Пермского федерального центра Уральского отделения РАН С. В. Рязанова; доктор философских наук, профессор и заведующий кафедрой религиоведения и истории Амурского государственного университета А. П. Забияко и доктор философских наук,
профессор кафедры теологии Тверского государственного университета В. Ю. Лебедев.
Доцент кафедры философии религии и религиозных аспектов культуры Богословского факультета ПСТГУ, член редакционной коллегии журнала «Вестник МГУ. Серия 7. Философия» (ответственный религиоведческой рубрики).
Модератор религиоведческого портала «TERRA RELIGIOSA».
Подготовил к защите 5 кандидатов философских наук — Д. С. Крюков, Р. О. Сафронов, М. В. Бабкова, С. В. Дмитриев, С. Г. Замлелова (Макеева).
Разработчик программы УМК нового стандарта УМО по дисциплинам: «История религий», «Религия и право», «Священные тексты мировых религий», «Сравнительная мифология» и «Христианская теология».
Автор более 200 научных и энциклопедических статей, в том числе в научных журналах «Религиоведение», «Вестник МГУ», «Вестник ПСТГУ» и энциклопедических изданиях — 19 статей в «Словаре философских терминов» (М., 2004), 96 статей в «Религиоведение. Энциклопедический словарь» (М., 2006), 111 статей в «Энциклопедии религий» (М., 2008).
Женат, воспитывает сына.

## Научные труды

### Диссертации
- Давыдов И. П. Православный акафист русским святым (религиоведческий анализ): автореф. дис. на соиск. учен. степ. к.филос.н.: спец. 09.00.13 / Давыдов Иван Павлович; МГУ им. М. В. Ломоносова, Филос. фак. — М.: МГУ им. М. В. Ломоносова: 2003. — 24 с.

### Монографии
- Давыдов И. П. Арабский халифат. (Раздел хрестоматии. Публикация фрагментов памятников мусульманской правовой мысли с историческими комментариями). // Хрестоматия по истории государства и права зарубежных стран. В 2 т. / Отв. ред. проф. Н. А. Крашенинникова. Т. 1. Древний мир и Средние века / Сост. О. Л. Лысенко, Е. Н. Трикоз. — М.: Норма, 2003. — ISBN 5-89123-707-5.
- Давыдов И. П. Православный акафист русским святым (религиоведческий анализ). — Благовещенск: АмГУ, 2004. — 216 с. — (Библиотека журнала «Религиоведение»)
- Давыдов И. П. Философия религиозного мифа // Религиоведение: учеб. для бакалавров / под ред. И. Н. Яблокова. — М.: Юрайт, 2012. — 479 с. — ISBN 978-5-9916-1627-0.
- Давыдов И. П. Предисловие // Апполонов А. В., Винокуров В. В., Давыдов И. П., Осипова О. В., Фадеев И. А. MAGNUM IGNOTUM: Алхимия. Иконология. Схоластика / Под общ. ред. и с предисл. И. П. Давыдова. — М.: КД Либроком, 2012. — С. 4—9.
- Давыдов И. П. Глава 3. Типологизация средневековых изводов икон Иисуса Христа и Божией Матери. // Апполонов А. В., Винокуров В. В., Давыдов И. П., Осипова О. В., Фадеев И. А. MAGNUM IGNOTUM: Алхимия. Иконология. Схоластика / Под общ. ред. и с предисл. И. П. Давыдова. – М.: КД Либроком, 2012. — С. 71-105
- Давыдов И. П. Эпистема мифоритуала: монография. — М.: МАКС Пресс, 2013. — 180 с.
- Давыдов И. П. Иконологические аспекты восточнохристианской иконографии и храмового зодчества. — М.: МАКС ПРЕСС, 2013. — 180 с.

### Статьи
на русском языке
- Давыдов И. П. Православный акафист русским святым как особый жанр церковной проповеди // Вестник Московского университета. Серия 7. Философия. — 1996. — № 5. — С. 71—72.
- Давыдов И. П. К вопросу исследования материала акафистов русским святым. Религиоведческий подход. // Сборник научных трудов социологического факультета МПГУ имени В. И. Ленина. В 2-х ч. Часть I. М.: МПГУ, 1996. С. 81—86.
- Давыдов И. П. Философские аспекты изучения русского акафистографического наследия // Вестник Московского университета. Серия 7. Философия. 1999. № 1. С. 94—96.
- Давыдов И. П. Философские аспекты изучения русского акафистографического наследия // Религиоведение. 2001. № 1. С. 73—89.
- Давыдов И. П. Специфика русского акафистографического наследия в свете религиоведческой проблематики // Вестник Московского университета. Серия 7. Философия. 2002. № 4. С. 61—79.
- Давыдов И. П. Типология религиозного экстремизма // Религиозный экстремизм: история и современность. / Под ред. В. В. Миронова, И. Н. Яблокова. — М.: МГУ, 2008. С. 4-16.
- Давыдов И. П. Проблемы категориального описания и квалификации религиозного экстремизма (религиоведческий и правоведческий аспекты) // Религиозный экстремизм и фундаментализм: справочное издание. / Под ред. В. В. Миронова, П. Н. Костылева. М.: МГУ, 2008 — С. 5-18.
- Давыдов И. П. Проблема оптимизации религиоведческой методологии в педагогическом процессе // XXI Ежегодная богословская конференция Православного Свято-Тихоновского гуманитарного университета. Т. 1. — М.: ПСТГУ. С. 89-91.
- Давыдов И. П. Антропологические аспекты православной акафистографии // Религиозная и философская антропология: история и современность, серия Вопросы религии и религиоведения. Т. 2. Вып. 2: Исследования, место издания. М.: ИД "МедиаПром", 2011. — С. 274-296.
- Давыдов И. П. Православная иконография Богородицы в контексте антропологии искусства // Религиозная и философская антропология: история и современность, серия Вопросы религии и религиоведения. Т. 2. Вып. 2: Исследования, место издания. М.: ИД "МедиаПром", 2011. — С. 529-538.
- Давыдов И. П. Методологические проблемы в контексте вузовского преподавания религиоведческих дисциплин в России // «Этнодиалоги». Научно-информационный альманах. — № 3 (26). — 2011. — С. 263-265
- Давыдов И. П. К вопросу о современной типологизации богородичных икон // Материалы научной конференции «Проблемы исторического и теоретического религиоведения» Москва, 18-19 марта 2011 года. ТОЧКИ. 1-2 /10/ январь-июнь 2011. – М., Ин-т Св. Фомы, 2011. — № 10. — С. 378-383.
- Давыдов И. П. Сравнительно-функциональный анализ мифа и ритуала как составляющих частей мифоритуального религиозного комплекса // TERRA RELIGIOSA, 2012.
- Давыдов И. П. Функциональный анализ религии // Религиоведение. — № 3. — 2011. — С. 61-69
- Давыдов И. П. Эпистемология религиоведения // Теоретические и практические аспекты развития современной науки: материалы VI международной научно-практической конференции (М., 26.12.2012). — М.: "Спецкнига", НИИЦ "Институт стратегических исследований". — 2012. — С. 240-243.
- Давыдов И. П. Функциональный анализ религии // Социология и общество: глобальные вызовы и региональное развитие : Материалы IV Очередного Всероссийского социологического конгресса (Сборник статей)/ РОС, ИС РАН, АН РБ, ИСППИ. — М.: РОС, 2012. — 1 CD ROM. — С. 4707-4714. ISBN 978-5-904804-06-0
- Давыдов И. П. Функциональный анализ религии // Философские перекрестки. Московско-Казанский сборник. Под ред. М. Д. Щелкунова. — Казань: Казанский университет, 2012. — С. 167-181.
- Давыдов И. П. Судебное религиоведение: pro et contra // Права и свободы человека и гражданина: теоретические аспекты и юридическая практика: Материалы Межвузовской научной конференции памяти профессора Феликса Михайловича Рудинского, 26 апреля 2012 года. — М.: АППКиПРО, 2012. С. 139-142.
- Давыдов И. П. Антропологические аспекты православной акафистографии // Вопросы религии и религиоведения. Вып. 2: Исследования / Сост. И. С. Вевюрко, В. В. Винокуров, И. П. Давыдов, К. И. Никонов, М. М. Шахнович, В. В. Шмидт, И. Н. Яблоков; общ. ред. К. И. Никонова, В. В. Шмидта, серия 2. М.: ИД "МедиаПром", 2012. — С. 274-296.
- Давыдов И. П. Православная иконография Богородицы в контексте антропологии искусства // Вопросы религии и религиоведения. Вып. 2: Исследования / Сост. И. С. Вевюрко, В. В. Винокуров, И. П. Давыдов, К. И. Никонов, М. М. Шахнович, В. В. Шмидт, И. Н. Яблоков; общ. ред. К. И. Никонова, В. В. Шмидта, серия 2. М.: ИД "МедиаПром", 2012. — С. 529-538.
- Давыдов И. П. Методология современной типологизации икон Иисуса Христа (антропологический аспект) //  // Вопросы религии и религиоведения. Вып. 2: Исследования / Сост. И. С. Вевюрко, В. В. Винокуров, И. П. Давыдов, К. И. Никонов, М. М. Шахнович, В. В. Шмидт, И. Н. Яблоков; общ. ред. К. И. Никонова, В. В. Шмидта, серия 2. М.: ИД "МедиаПром", 2012. — 539-551.
- Давыдов И. П. Ответы на вопросы о каннибализме (невостребованное интервью) // Аспекты. Сборник статей по философским проблемам истории и современности. Т. 7. М.: МАКС-Пресс, 2012. — С. 266-280.
- Давыдов И. П. Пролегомены к эпистемологии религиоведения // Евразия: духовные традиции народов. — № 1. — 2012 — С. 81-87.
- Давыдов И. П. От иконописи – к иконике (критический анализ эпистемы православной иконологии) // Вестник ПСТГУ. Сер. 1: Богословие. Философия. Вып. 2. — № 40. — 2012. — С. 49-58.
- Давыдов И. П. Обретение Средневековья // Евразия: духовные традиции народов. — № 3. — 2012. — С. 277-279
- Давыдов И. П. Методологические проблемы современной типологизации икон Иисуса Христа // Религиоведение. — № 3. — 2012. — С. 83-96.
- Давыдов И. П. Обретение Средневековья // Религиоведение. — № 3. — 2012. — С. 211-214.
- Давыдов И. П. Дух философии Этьена Жильсона // Евразия: духовные традиции народов. — № 4. — 2012. — С. 253-254.
- Давыдов И. П. Компаративистика церковного права // Материалы научной конференции "Проблемы исторического и теоретического религиоведения" Москва, 30-31 марта 2012 г. Точки, М., МФТИ, МГУ, Т. 11. С. 384-388.
- Давыдов И. П. Дух философии Этьена Жильсона // Религиоведение. — № 2. — 2013. — С. 195-199.
- Давыдов И. П. Эпистемология религиоведения и философия религии // Свеча-2013. Религия, religio и религиозность в региональном и глобальном измерении. Сборник докладов Международной конференции "Религия и религиозность в глобальном измерении" (30-31.10.2013. Владимир, ВлГУ). — Владимир: ВлГУ, Т. 24. С. 202-214.
- Давыдов И. П. Функциональный анализ мифоритуала: от социологии к социальной антропологии религии // ЧЕЛОВЕК и РЕЛИГИЯ: материалы Международной научно-практической конференции, 14–16 марта 2013 г., Минск, Республика Беларусь / под ред. С. Г. Карасёвой, С. И. Шатравского. — Мн.: Изд. центр БГУ, 2013. С. 161-170.
- Давыдов И. П. Функции религии vs. дефиниции религии // Свеча-2013. Религия, religio и религиозность в региональном и глобальном измерении. Сборник докладов Международной конференции "Религия и религиозность в глобальном измерении" (30-31.10.2013. Владимир, ВлГУ). Т. 23. — Владимир: ВлГУ, 2013. — С. 72-75.
- Давыдов И. П. Кульпабилизация как функция религии // Религиозная антропология и антропология религии (сборник статей в честь 75-летия К. И. Никонова). / Под ред. И. С. Вевюрко. — М.: Маска, 2013. — С. 107-124.
- Давыдов И. П. Кульпабилизация как социальная функция религии // Науковий діалог «Схід-Захід». Матер. всеукр. наук. конфер. з міжнар. участю. (м. Кам’янець-Подільський, 10 липня 2013 р.): у 4-х частинах, место издания Инновация Днепропетровск, Т. 1. С. 61-64.
- Давыдов И. П. Сравнительно-функциональный анализ мифа и ритуала как составляющих частей мифоритуального религиозного комплекса // Вестник ПСТГУ. Сер. 1: Богословие. Философия. том 45. № 1. С. 39-56.
- Давыдов И. П. Концепт трансгрессии в философии постмодернизма // Научный диалог "Восток-Запад". Материалы Второй всеукраинской научной конференции с международным участием. (Бахчисарай. 12 октября 2013 г.). — Днепропетровск: Инновация (Украина). Т. 1. С. 38-42.
- Давыдов И. П. Ритуал — магия — миф (полный текст доклада) // World & Science (May 2014) — Brno. С. 140-147.
- Давыдов И. П. Послесловие // Замлелова С. Г. Приблизился предающий… Трансгрессия мифа об Иуде Искариоте в XX–XXI вв. / Монография. — М.: Буки-Веди, 2014. — С. 267-269. — 272 с.
- Давыдов И. П., Фадеев И. А. Философско-религиоведческие аспекты канонического права Церкви Англии в свете проблемы англиканской идентичности // Евразийский Союз Ученых (ЕСУ). Т. 12. № 4. С. 12-15 DOI
- Давыдов И. П. Ритуал — магия — миф (полный текст доклада) // Вестник Ленинградского государственного университета имени А. С. Пушкина. Серия Философия. Т. 2. № 2. С. 160-172
- Давыдов И. П. Кульпабилизация как функция религии // Вестник ПСТГУ. Сер. 1: Богословие. Философия. Т. 52. — 2014.— № 2. — С. 115-125
- Давыдов И. П. Икона и ритуал (структурно-функциональный анализ) // Вестник Московского университета. Серия 7. Философия. — 2014. — № 2. — С. 110-118.
- Давыдов И. П., Фадеев И. А. Философско-религиоведческие аспекты канонического права Церкви Англии в свете проблемы англиканской идентичности // Религиоведение. — 2015. — № 1. — С. 149—159.
- Давыдов И. П. «Чёрный ящик» российского религиоведения в свете акторно-сетевой теории Бруно Латура // Вестник Русской христианской гуманитарной академии. 2015. Т. 16. № 1. С. 193—203.
- Давыдов И. П. Структурно-функциональный анализ архетипов коллективного бессознательного // Вестник Московского университета. Серия 7: Философия, издательство. 2016. № 6. С. 82—97.
- Давыдов И. П. Методология религиоведения (рабочая программа дисциплины) // Религиоведение. 2016. № 3. С. 152—160.
- Давыдов И. П. Юнгианский анализ образов спасовой и богородичной русской православной иконографии // Вестник Московского университета. Серия 7: Философия. 2017. № 6. С. 63—70.
- Давыдов И. П. Западноевропейская церковная архитектура в контексте истории становления и развития религиозного искусства (Примерная рабочая программа учебной дисциплины) // Религиоведение. 2017. № 1. С. 139—149.

на других языках
- Davidov I. P. Die Behandlung von Straftaten nach israelitisch-jüdischem Recht // Biblische Notizen – Neue Folge /Salzburg, № Juni 2006
- Davidov I. P., Fadeev I. A. Commemorative and Ritualistic Aspects of the Eucharist // The progressive researches "Science & Genesis". 2015. № 1. С. 56—58

### Энциклопедии и словари
Новая Российская энциклопедия
- Давыдов И. П. Богородица // Новая Российская энциклопедия: В 12 т. / Редкол.: А. Д. Некипелов, В. И. Данилов-Данильян, В. М. Карев и др.. — М.: ООО «Издательство „Энциклопедия“»: ИД «Инфра-М», 2003. — Т. 3 (1):Беар-Брун. — С. 283—284. — 480 с. — ISBN 5-94802-016-9.

Словарь философских терминов
- Давыдов И. П. Антитринитарии // Словарь философских терминов / Науч. ред. проф. В. Г. Кузнецова. — М.: Иинфра-М, 2005. — С. 21. — XVI, 731 с. — (Библиотека словарей «Инфра-М»). — 100 000 экз. — ISBN 5-16-002328-3.
- Давыдов И. П. Апофатическое богословие // Словарь философских терминов / Науч. ред. проф. В. Г. Кузнецова. — М.: Иинфра-М, 2005. — С. 30—32. — XVI, 731 с. — (Библиотека словарей «Инфра-М»). — 100 000 экз. — ISBN 5-16-002328-3.
- Давыдов И. П. Ареопагитики // Словарь философских терминов / Науч. ред. проф. В. Г. Кузнецова. — М.: Иинфра-М, 2005. — С. 35—36. — XVI, 731 с. — (Библиотека словарей «Инфра-М»). — 100 000 экз. — ISBN 5-16-002328-3.
- Давыдов И. П. Библейская критика // Словарь философских терминов / Науч. ред. проф. В. Г. Кузнецова. — М.: Иинфра-М, 2005. — С. 50—54. — XVI, 731 с. — (Библиотека словарей «Инфра-М»). — 100 000 экз. — ISBN 5-16-002328-3.
- Давыдов И. П. Библия // Словарь философских терминов / Науч. ред. проф. В. Г. Кузнецова. — М.: Иинфра-М, 2005. — С. 54—56. — XVI, 731 с. — (Библиотека словарей «Инфра-М»). — 100 000 экз. — ISBN 5-16-002328-3.
- Давыдов И. П. Гностицизм // Словарь философских терминов / Науч. ред. проф. В. Г. Кузнецова. — М.: Иинфра-М, 2005. — С. 116—118. — XVI, 731 с. — (Библиотека словарей «Инфра-М»). — 100 000 экз. — ISBN 5-16-002328-3.
- Давыдов И. П. Догматическое богословие // Словарь философских терминов / Науч. ред. проф. В. Г. Кузнецова. — М.: Иинфра-М, 2005. — С. 144—145. — XVI, 731 с. — (Библиотека словарей «Инфра-М»). — 100 000 экз. — ISBN 5-16-002328-3.
- Давыдов И. П. Душа // Словарь философских терминов / Науч. ред. проф. В. Г. Кузнецова. — М.: Иинфра-М, 2005. — С. 155—157. — XVI, 731 с. — (Библиотека словарей «Инфра-М»). — 100 000 экз. — ISBN 5-16-002328-3.
- Давыдов И. П. Икона // Словарь философских терминов / Науч. ред. проф. В. Г. Кузнецова. — М.: Иинфра-М, 2005. — С. 188—189. — 731 с. — (Библиотека словарей «Инфра-М»). — 100 000 экз. — ISBN 5-16-002328-3.
- Давыдов И. П. Канон // Словарь философских терминов / Науч. ред. проф. В. Г. Кузнецова. — М.: Иинфра-М, 2005. — С. 236—239. — XVI, 731 с. — (Библиотека словарей «Инфра-М»). — 100 000 экз. — ISBN 5-16-002328-3.
- Давыдов И. П. Канон ветхозаветный // Словарь философских терминов / Науч. ред. проф. В. Г. Кузнецова. — М.: Иинфра-М, 2005. — С. 239—241. — XVI, 731 с. — (Библиотека словарей «Инфра-М»). — 100 000 экз. — ISBN 5-16-002328-3.
- Давыдов И. П. Канон новозаветный // Словарь философских терминов / Науч. ред. проф. В. Г. Кузнецова. — М.: Иинфра-М, 2005. — С. 242. — XVI, 731 с. — (Библиотека словарей «Инфра-М»). — 100 000 экз. — ISBN 5-16-002328-3.
- Давыдов И. П. Православное богословие // Словарь философских терминов / Науч. ред. проф. В. Г. Кузнецова. — М.: Иинфра-М, 2005. — С. 439—441. — XVI, 731 с. — (Библиотека словарей «Инфра-М»). — 100 000 экз. — ISBN 5-16-002328-3.
- Давыдов И. П. Премудрость // Словарь философских терминов / Науч. ред. проф. В. Г. Кузнецова. — М.: Иинфра-М, 2005. — С. 448. — XVI, 731 с. — (Библиотека словарей «Инфра-М»). — 100 000 экз. — ISBN 5-16-002328-3.

Религиоведение. Энциклопедический словарь
- Давыдов И. П. Ад // Религиоведение: Энциклопедический словарь / Под ред. А. П. Забияко, А. Н. Красикова, Е. С. Элбакян. — М.: Академический проект, 2006. — 1256 с. — ISBN 5-8291-0756-2.
- Давыдов И. П. Адопционизм // Религиоведение: Энциклопедический словарь / Под ред. А. П. Забияко, А. Н. Красикова, Е. С. Элбакян. — М.: Академический проект, 2006. — 1256 с. — ISBN 5-8291-0756-2.
- Давыдов И. П. Александрийская школа богословов // Религиоведение: Энциклопедический словарь / Под ред. А. П. Забияко, А. Н. Красикова, Е. С. Элбакян. — М.: Академический проект, 2006. — 1256 с. — ISBN 5-8291-0756-2.
- Давыдов И. П. Антиохийская школа богословов // Религиоведение: Энциклопедический словарь / Под ред. А. П. Забияко, А. Н. Красикова, Е. С. Элбакян. — М.: Академический проект, 2006. — 1256 с. — ISBN 5-8291-0756-2.
- Давыдов И. П. Антитринитарии // Религиоведение: Энциклопедический словарь / Под ред. А. П. Забияко, А. Н. Красикова, Е. С. Элбакян. — М.: Академический проект, 2006. — 1256 с. — ISBN 5-8291-0756-2.
- Давыдов И. П. Аполлинаризм // Религиоведение: Энциклопедический словарь / Под ред. А. П. Забияко, А. Н. Красикова, Е. С. Элбакян. — М.: Академический проект, 2006. — 1256 с. — ISBN 5-8291-0756-2.
- Давыдов И. П. Аполлинарий Лаодикийский // Религиоведение: Энциклопедический словарь / Под ред. А. П. Забияко, А. Н. Красикова, Е. С. Элбакян. — М.: Академический проект, 2006. — 1256 с. — ISBN 5-8291-0756-2.
- Давыдов И. П. Апологетика // Религиоведение: Энциклопедический словарь / Под ред. А. П. Забияко, А. Н. Красикова, Е. С. Элбакян. — М.: Академический проект, 2006. — 1256 с. — ISBN 5-8291-0756-2.
- Давыдов И. П. Апологеты раннехристианские // Религиоведение: Энциклопедический словарь / Под ред. А. П. Забияко, А. Н. Красикова, Е. С. Элбакян. — М.: Академический проект, 2006. — 1256 с. — ISBN 5-8291-0756-2.
- Давыдов И. П. Апостолы // Религиоведение: Энциклопедический словарь / Под ред. А. П. Забияко, А. Н. Красикова, Е. С. Элбакян. — М.: Академический проект, 2006. — 1256 с. — ISBN 5-8291-0756-2.
- Давыдов И. П. Апофатическое богословие // Религиоведение: Энциклопедический словарь / Под ред. А. П. Забияко, А. Н. Красикова, Е. С. Элбакян. — М.: Академический проект, 2006. — 1256 с. — ISBN 5-8291-0756-2.
- Давыдов И. П. Ареопагитики // Религиоведение: Энциклопедический словарь / Под ред. А. П. Забияко, А. Н. Красикова, Е. С. Элбакян. — М.: Академический проект, 2006. — 1256 с. — ISBN 5-8291-0756-2.
- Давыдов И. П. Археология библейская // Религиоведение: Энциклопедический словарь / Под ред. А. П. Забияко, А. Н. Красикова, Е. С. Элбакян. — М.: Академический проект, 2006. — 1256 с. — ISBN 5-8291-0756-2.
- Давыдов И. П. Архитектура культовая // Религиоведение: Энциклопедический словарь / Под ред. А. П. Забияко, А. Н. Красикова, Е. С. Элбакян. — М.: Академический проект, 2006. — 1256 с. — ISBN 5-8291-0756-2.
- Давыдов И. П. Ассирийская церковь Востока // Религиоведение: Энциклопедический словарь / Под ред. А. П. Забияко, А. Н. Красикова, Е. С. Элбакян. — М.: Академический проект, 2006. — 1256 с. — ISBN 5-8291-0756-2.
- Давыдов И. П. Баур Ф. Х. // Религиоведение: Энциклопедический словарь / Под ред. А. П. Забияко, А. Н. Красикова, Е. С. Элбакян. — М.: Академический проект, 2006. — 1256 с. — ISBN 5-8291-0756-2.
- Давыдов И. П. Бауэр Б. // Религиоведение: Энциклопедический словарь / Под ред. А. П. Забияко, А. Н. Красикова, Е. С. Элбакян. — М.: Академический проект, 2006. — 1256 с. — ISBN 5-8291-0756-2.
- Давыдов И. П. Беда Достопочтенный // Религиоведение: Энциклопедический словарь / Под ред. А. П. Забияко, А. Н. Красикова, Е. С. Элбакян. — М.: Академический проект, 2006. — 1256 с. — ISBN 5-8291-0756-2.
- Давыдов И. П. Библеистика // Религиоведение: Энциклопедический словарь / Под ред. А. П. Забияко, А. Н. Красикова, Е. С. Элбакян. — М.: Академический проект, 2006. — 1256 с. — ISBN 5-8291-0756-2.
- Давыдов И. П. Богородица // Религиоведение: Энциклопедический словарь / Под ред. А. П. Забияко, А. Н. Красикова, Е. С. Элбакян. — М.: Академический проект, 2006. — 1256 с. — ISBN 5-8291-0756-2.
- Давыдов И. П. Богочеловек // Религиоведение: Энциклопедический словарь / Под ред. А. П. Забияко, А. Н. Красикова, Е. С. Элбакян. — М.: Академический проект, 2006. — 1256 с. — ISBN 5-8291-0756-2.
- Давыдов И. П. Василий Великий // Религиоведение: Энциклопедический словарь / Под ред. А. П. Забияко, А. Н. Красикова, Е. С. Элбакян. — М.: Академический проект, 2006. — 1256 с. — ISBN 5-8291-0756-2.
- Давыдов И. П. Вельгаузен Ю. // Религиоведение: Энциклопедический словарь / Под ред. А. П. Забияко, А. Н. Красикова, Е. С. Элбакян. — М.: Академический проект, 2006. — 1256 с. — ISBN 5-8291-0756-2.
- Давыдов И. П. Ветхого Завета критическое изучение // Религиоведение: Энциклопедический словарь / Под ред. А. П. Забияко, А. Н. Красикова, Е. С. Элбакян. — М.: Академический проект, 2006. — 1256 с. — ISBN 5-8291-0756-2.
- Давыдов И. П. Вселенские соборы // Религиоведение: Энциклопедический словарь / Под ред. А. П. Забияко, А. Н. Красикова, Е. С. Элбакян. — М.: Академический проект, 2006. — 1256 с. — ISBN 5-8291-0756-2.. // Религиоведение. Энциклопедический словарь. / Под ред. А. П. Забияко, А. Н. Красникова, Е. С. Элбакян. — М.: Академический проект, 2006.
- Давыдов И. П. Гнозис // Религиоведение: Энциклопедический словарь / Под ред. А. П. Забияко, А. Н. Красикова, Е. С. Элбакян. — М.: Академический проект, 2006. — 1256 с. — ISBN 5-8291-0756-2.
- Давыдов И. П. Гностицизм // Религиоведение: Энциклопедический словарь / Под ред. А. П. Забияко, А. Н. Красикова, Е. С. Элбакян. — М.: Академический проект, 2006. — 1256 с. — ISBN 5-8291-0756-2.
- Давыдов И. П. Голубинский Ф. А. // Религиоведение: Энциклопедический словарь / Под ред. А. П. Забияко, А. Н. Красикова, Е. С. Элбакян. — М.: Академический проект, 2006. — 1256 с. — ISBN 5-8291-0756-2.
- Давыдов И. П. Григорий Богослов // Религиоведение: Энциклопедический словарь / Под ред. А. П. Забияко, А. Н. Красикова, Е. С. Элбакян. — М.: Академический проект, 2006. — 1256 с. — ISBN 5-8291-0756-2.
- Давыдов И. П. Григорий Нисский // Религиоведение: Энциклопедический словарь / Под ред. А. П. Забияко, А. Н. Красикова, Е. С. Элбакян. — М.: Академический проект, 2006. — 1256 с. — ISBN 5-8291-0756-2.
- Давыдов И. П. Григорий Палама // Религиоведение: Энциклопедический словарь / Под ред. А. П. Забияко, А. Н. Красикова, Е. С. Элбакян. — М.: Академический проект, 2006. — 1256 с. — ISBN 5-8291-0756-2.
- Давыдов И. П. Де Ветте // Религиоведение: Энциклопедический словарь / Под ред. А. П. Забияко, А. Н. Красикова, Е. С. Элбакян. — М.: Академический проект, 2006. — 1256 с. — ISBN 5-8291-0756-2.
- Давыдов И. П. Диофизиты // Религиоведение: Энциклопедический словарь / Под ред. А. П. Забияко, А. Н. Красикова, Е. С. Элбакян. — М.: Академический проект, 2006. — 1256 с. — ISBN 5-8291-0756-2.
- Давыдов И. П. Догмат // Религиоведение: Энциклопедический словарь / Под ред. А. П. Забияко, А. Н. Красикова, Е. С. Элбакян. — М.: Академический проект, 2006. — 1256 с. — ISBN 5-8291-0756-2.
- Давыдов И. П. Догматика // Религиоведение: Энциклопедический словарь / Под ред. А. П. Забияко, А. Н. Красикова, Е. С. Элбакян. — М.: Академический проект, 2006. — 1256 с. — ISBN 5-8291-0756-2.
- Давыдов И. П. Документальная гипотеза // Религиоведение: Энциклопедический словарь / Под ред. А. П. Забияко, А. Н. Красикова, Е. С. Элбакян. — М.: Академический проект, 2006. — 1256 с. — ISBN 5-8291-0756-2.
- Давыдов И. П. Дух // Религиоведение: Энциклопедический словарь / Под ред. А. П. Забияко, А. Н. Красикова, Е. С. Элбакян. — М.: Академический проект, 2006. — 1256 с. — ISBN 5-8291-0756-2.
- Давыдов И. П. Духовенство // Религиоведение: Энциклопедический словарь / Под ред. А. П. Забияко, А. Н. Красикова, Е. С. Элбакян. — М.: Академический проект, 2006. — 1256 с. — ISBN 5-8291-0756-2.
- Давыдов И. П. Дюшен Луи // Религиоведение: Энциклопедический словарь / Под ред. А. П. Забияко, А. Н. Красикова, Е. С. Элбакян. — М.: Академический проект, 2006. — 1256 с. — ISBN 5-8291-0756-2.
- Давыдов И. П. Евсевий Кесарийский // Религиоведение: Энциклопедический словарь / Под ред. А. П. Забияко, А. Н. Красикова, Е. С. Элбакян. — М.: Академический проект, 2006. — 1256 с. — ISBN 5-8291-0756-2.
- Давыдов И. П. Жанры религиозной литературы // Религиоведение: Энциклопедический словарь / Под ред. А. П. Забияко, А. Н. Красикова, Е. С. Элбакян. — М.: Академический проект, 2006. — 1256 с. — ISBN 5-8291-0756-2.
- Давыдов И. П. Икона // Религиоведение: Энциклопедический словарь / Под ред. А. П. Забияко, А. Н. Красикова, Е. С. Элбакян. — М.: Академический проект, 2006. — 1256 с. — ISBN 5-8291-0756-2.
- Давыдов И. П. Иоанн Дамаскин // Религиоведение: Энциклопедический словарь / Под ред. А. П. Забияко, А. Н. Красикова, Е. С. Элбакян. — М.: Академический проект, 2006. — 1256 с. — ISBN 5-8291-0756-2.
- Давыдов И. П. Иоанн Златоуст // Религиоведение: Энциклопедический словарь / Под ред. А. П. Забияко, А. Н. Красикова, Е. С. Элбакян. — М.: Академический проект, 2006. — 1256 с. — ISBN 5-8291-0756-2.
- Давыдов И. П. Исихазм // Религиоведение: Энциклопедический словарь / Под ред. А. П. Забияко, А. Н. Красикова, Е. С. Элбакян. — М.: Академический проект, 2006. — 1256 с. — ISBN 5-8291-0756-2.
- Давыдов И. П. Канон // Религиоведение: Энциклопедический словарь / Под ред. А. П. Забияко, А. Н. Красикова, Е. С. Элбакян. — М.: Академический проект, 2006. — 1256 с. — ISBN 5-8291-0756-2.
- Давыдов И. П. Карго-культы // Религиоведение: Энциклопедический словарь / Под ред. А. П. Забияко, А. Н. Красикова, Е. С. Элбакян. — М.: Академический проект, 2006. — 1256 с. — ISBN 5-8291-0756-2.
- Давыдов И. П. Карташёв А. В. // Религиоведение: Энциклопедический словарь / Под ред. А. П. Забияко, А. Н. Красикова, Е. С. Элбакян. — М.: Академический проект, 2006. — 1256 с. — ISBN 5-8291-0756-2.
- Давыдов И. П. Катафатическое богословие // Религиоведение: Энциклопедический словарь / Под ред. А. П. Забияко, А. Н. Красикова, Е. С. Элбакян. — М.: Академический проект, 2006. — 1256 с. — ISBN 5-8291-0756-2.
- Давыдов И. П. Коптская церковь // Религиоведение: Энциклопедический словарь / Под ред. А. П. Забияко, А. Н. Красикова, Е. С. Элбакян. — М.: Академический проект, 2006. — 1256 с. — ISBN 5-8291-0756-2.
- Давыдов И. П. Кумранские рукописи // Религиоведение: Энциклопедический словарь / Под ред. А. П. Забияко, А. Н. Красикова, Е. С. Элбакян. — М.: Академический проект, 2006. — 1256 с. — ISBN 5-8291-0756-2.
- Давыдов И. П. Литературных форм гипотеза // Религиоведение: Энциклопедический словарь / Под ред. А. П. Забияко, А. Н. Красикова, Е. С. Элбакян. — М.: Академический проект, 2006. — 1256 с. — ISBN 5-8291-0756-2.
- Давыдов И. П. Льюис К. С. // Религиоведение: Энциклопедический словарь / Под ред. А. П. Забияко, А. Н. Красикова, Е. С. Элбакян. — М.: Академический проект, 2006. — 1256 с. — ISBN 5-8291-0756-2.
- Давыдов И. П. Максим Исповедник // Религиоведение: Энциклопедический словарь / Под ред. А. П. Забияко, А. Н. Красикова, Е. С. Элбакян. — М.: Академический проект, 2006. — 1256 с. — ISBN 5-8291-0756-2.
- Давыдов И. П. Мероэ религия // Религиоведение: Энциклопедический словарь / Под ред. А. П. Забияко, А. Н. Красикова, Е. С. Элбакян. — М.: Академический проект, 2006. — 1256 с. — ISBN 5-8291-0756-2.
- Давыдов И. П. Мученичество // Религиоведение: Энциклопедический словарь / Под ред. А. П. Забияко, А. Н. Красикова, Е. С. Элбакян. — М.: Академический проект, 2006. — 1256 с. — ISBN 5-8291-0756-2.
- Давыдов И. П. Назореи // Религиоведение: Энциклопедический словарь / Под ред. А. П. Забияко, А. Н. Красикова, Е. С. Элбакян. — М.: Академический проект, 2006. — 1256 с. — ISBN 5-8291-0756-2.
- Давыдов И. П. Нового Завета критическое изучение // Религиоведение: Энциклопедический словарь / Под ред. А. П. Забияко, А. Н. Красикова, Е. С. Элбакян. — М.: Академический проект, 2006. — 1256 с. — ISBN 5-8291-0756-2.
- Давыдов И. П. Ордалии // Религиоведение: Энциклопедический словарь / Под ред. А. П. Забияко, А. Н. Красикова, Е. С. Элбакян. — М.: Академический проект, 2006. — 1256 с. — ISBN 5-8291-0756-2.
- Давыдов И. П. Ориентальные церкви // Религиоведение: Энциклопедический словарь / Под ред. А. П. Забияко, А. Н. Красикова, Е. С. Элбакян. — М.: Академический проект, 2006. — 1256 с. — ISBN 5-8291-0756-2.
- Давыдов И. П. Православие // Религиоведение: Энциклопедический словарь / Под ред. А. П. Забияко, А. Н. Красикова, Е. С. Элбакян. — М.: Академический проект, 2006. — 1256 с. — ISBN 5-8291-0756-2.
- Давыдов И. П. Православие русское // Религиоведение: Энциклопедический словарь / Под ред. А. П. Забияко, А. Н. Красикова, Е. С. Элбакян. — М.: Академический проект, 2006. — 1256 с. — ISBN 5-8291-0756-2.
- Давыдов И. П. Православное богословие // Религиоведение: Энциклопедический словарь / Под ред. А. П. Забияко, А. Н. Красикова, Е. С. Элбакян. — М.: Академический проект, 2006. — 1256 с. — ISBN 5-8291-0756-2.
- Давыдов И. П. Православные праздники // Религиоведение: Энциклопедический словарь / Под ред. А. П. Забияко, А. Н. Красикова, Е. С. Элбакян. — М.: Академический проект, 2006. — 1256 с. — ISBN 5-8291-0756-2.
- Давыдов И. П. Притча религиозная // Религиоведение: Энциклопедический словарь / Под ред. А. П. Забияко, А. Н. Красикова, Е. С. Элбакян. — М.: Академический проект, 2006. — 1256 с. — ISBN 5-8291-0756-2.
- Давыдов И. П. Пророк // Религиоведение: Энциклопедический словарь / Под ред. А. П. Забияко, А. Н. Красикова, Е. С. Элбакян. — М.: Академический проект, 2006. — 1256 с. — ISBN 5-8291-0756-2.
- Давыдов И. П. Протоевангелие // Религиоведение: Энциклопедический словарь / Под ред. А. П. Забияко, А. Н. Красикова, Е. С. Элбакян. — М.: Академический проект, 2006. — 1256 с. — ISBN 5-8291-0756-2.
- Давыдов И. П. Религиозное искусство // Религиоведение: Энциклопедический словарь / Под ред. А. П. Забияко, А. Н. Красикова, Е. С. Элбакян. — М.: Академический проект, 2006. — 1256 с. — ISBN 5-8291-0756-2.
- Давыдов И. П. Религия и фольклор // Религиоведение: Энциклопедический словарь / Под ред. А. П. Забияко, А. Н. Красикова, Е. С. Элбакян. — М.: Академический проект, 2006. — 1256 с. — ISBN 5-8291-0756-2.
- Давыдов И. П. Ренан Э. Ж. // Религиоведение: Энциклопедический словарь / Под ред. А. П. Забияко, А. Н. Красикова, Е. С. Элбакян. — М.: Академический проект, 2006. — 1256 с. — ISBN 5-8291-0756-2.
- Давыдов И. П. Русская религиозная философия // Религиоведение: Энциклопедический словарь / Под ред. А. П. Забияко, А. Н. Красикова, Е. С. Элбакян. — М.: Академический проект, 2006. — 1256 с. — ISBN 5-8291-0756-2.
- Давыдов И. П. Русский православный храм // Религиоведение: Энциклопедический словарь / Под ред. А. П. Забияко, А. Н. Красикова, Е. С. Элбакян. — М.: Академический проект, 2006. — 1256 с. — ISBN 5-8291-0756-2.
- Давыдов И. П. Святых культ // Религиоведение: Энциклопедический словарь / Под ред. А. П. Забияко, А. Н. Красикова, Е. С. Элбакян. — М.: Академический проект, 2006. — 1256 с. — ISBN 5-8291-0756-2.
- Давыдов И. П. Секты монофизитские // Религиоведение: Энциклопедический словарь / Под ред. А. П. Забияко, А. Н. Красикова, Е. С. Элбакян. — М.: Академический проект, 2006. — 1256 с. — ISBN 5-8291-0756-2.
- Давыдов И. П. Секты раннего христианства // Религиоведение: Энциклопедический словарь / Под ред. А. П. Забияко, А. Н. Красикова, Е. С. Элбакян. — М.: Академический проект, 2006. — 1256 с. — ISBN 5-8291-0756-2.
- Давыдов И. П. Старчество // Религиоведение: Энциклопедический словарь / Под ред. А. П. Забияко, А. Н. Красикова, Е. С. Элбакян. — М.: Академический проект, 2006. — 1256 с. — ISBN 5-8291-0756-2.
- Давыдов И. П. Таинства христианские // Религиоведение: Энциклопедический словарь / Под ред. А. П. Забияко, А. Н. Красикова, Е. С. Элбакян. — М.: Академический проект, 2006. — 1256 с. — ISBN 5-8291-0756-2.
- Давыдов И. П. Туринская плащаница // Религиоведение: Энциклопедический словарь / Под ред. А. П. Забияко, А. Н. Красикова, Е. С. Элбакян. — М.: Академический проект, 2006. — 1256 с. — ISBN 5-8291-0756-2.
- Давыдов И. П. Тюбингенская школа // Религиоведение: Энциклопедический словарь / Под ред. А. П. Забияко, А. Н. Красикова, Е. С. Элбакян. — М.: Академический проект, 2006. — 1256 с. — ISBN 5-8291-0756-2.
- Давыдов И. П. Феофан Грек // Религиоведение: Энциклопедический словарь / Под ред. А. П. Забияко, А. Н. Красикова, Е. С. Элбакян. — М.: Академический проект, 2006. — 1256 с. — ISBN 5-8291-0756-2.
- Давыдов И. П. Филон Александрийский // Религиоведение: Энциклопедический словарь / Под ред. А. П. Забияко, А. Н. Красикова, Е. С. Элбакян. — М.: Академический проект, 2006. — 1256 с. — ISBN 5-8291-0756-2.
- Давыдов И. П. Фома Кемпийский // Религиоведение: Энциклопедический словарь / Под ред. А. П. Забияко, А. Н. Красикова, Е. С. Элбакян. — М.: Академический проект, 2006. — 1256 с. — ISBN 5-8291-0756-2.
- Давыдов И. П. Халкидонские церкви // Религиоведение: Энциклопедический словарь / Под ред. А. П. Забияко, А. Н. Красикова, Е. С. Элбакян. — М.: Академический проект, 2006. — 1256 с. — ISBN 5-8291-0756-2.
- Давыдов И. П. Храм // Религиоведение: Энциклопедический словарь / Под ред. А. П. Забияко, А. Н. Красикова, Е. С. Элбакян. — М.: Академический проект, 2006. — 1256 с. — ISBN 5-8291-0756-2.
- Давыдов И. П. Христология // Религиоведение: Энциклопедический словарь / Под ред. А. П. Забияко, А. Н. Красикова, Е. С. Элбакян. — М.: Академический проект, 2006. — 1256 с. — ISBN 5-8291-0756-2.
- Давыдов И. П. Церковное право // Религиоведение: Энциклопедический словарь / Под ред. А. П. Забияко, А. Н. Красикова, Е. С. Элбакян. — М.: Академический проект, 2006. — 1256 с. — ISBN 5-8291-0756-2.
- Давыдов И. П. Чудо // Религиоведение: Энциклопедический словарь / Под ред. А. П. Забияко, А. Н. Красикова, Е. С. Элбакян. — М.: Академический проект, 2006. — 1256 с. — ISBN 5-8291-0756-2.
- Давыдов И. П. Штраус Д. Ф. // Религиоведение: Энциклопедический словарь / Под ред. А. П. Забияко, А. Н. Красикова, Е. С. Элбакян. — М.: Академический проект, 2006. — 1256 с. — ISBN 5-8291-0756-2.
- Давыдов И. П. Эрн В. Ф. // Религиоведение: Энциклопедический словарь / Под ред. А. П. Забияко, А. Н. Красикова, Е. С. Элбакян. — М.: Академический проект, 2006. — 1256 с. — ISBN 5-8291-0756-2.
- Давыдов И. П. Эмиадзин // Религиоведение: Энциклопедический словарь / Под ред. А. П. Забияко, А. Н. Красикова, Е. С. Элбакян. — М.: Академический проект, 2006. — 1256 с. — ISBN 5-8291-0756-2.
- Давыдов И. П. Яковитская церковь // Религиоведение: Энциклопедический словарь / Под ред. А. П. Забияко, А. Н. Красикова, Е. С. Элбакян. — М.: Академический проект, 2006. — 1256 с. — ISBN 5-8291-0756-2.

Энциклопедия религий
- Давыдов И. П. Агиология. // Энциклопедия религий. / Под ред. А. П. Забияко, А. Н. Красникова, Е. С. Элбакян. — М.: Академический проект, 2008.
- Давыдов И. П. Агнец. // Энциклопедия религий. / Под ред. А. П. Забияко, А. Н. Красникова, Е. С. Элбакян. — М.: Академический проект, 2008.
- Давыдов И. П. Ад. // Энциклопедия религий. / Под ред. А. П. Забияко, А. Н. Красникова, Е. С. Элбакян. — М.: Академический проект, 2008.
- Давыдов И. П. Адам. // Энциклопедия религий. / Под ред. А. П. Забияко, А. Н. Красникова, Е. С. Элбакян. — М.: Академический проект, 2008.
- Давыдов И. П. Адриан. // Энциклопедия религий. / Под ред. А. П. Забияко, А. Н. Красникова, Е. С. Элбакян. — М.: Академический проект, 2008.
- Давыдов И. П. Азазел. // Энциклопедия религий. / Под ред. А. П. Забияко, А. Н. Красникова, Е. С. Элбакян. — М.: Академический проект, 2008.
- Давыдов И. П. Акафист. // Энциклопедия религий. / Под ред. А. П. Забияко, А. Н. Красникова, Е. С. Элбакян. — М.: Академический проект, 2008.
- Давыдов И. П. Акоминат // Энциклопедия религий. / Под ред. А. П. Забияко, А. Н. Красникова, Е. С. Элбакян. — М.: Академический проект, 2008.
- Давыдов И. П. Михаил // Энциклопедия религий. / Под ред. А. П. Забияко, А. Н. Красникова, Е. С. Элбакян. — М.: Академический проект, 2008.
- Давыдов И. П. Акоминат Никита Хониат. // Энциклопедия религий. / Под ред. А. П. Забияко, А. Н. Красникова, Е. С. Элбакян. — М.: Академический проект, 2008.
- Давыдов И. П. Александрийская школа богословов. // Энциклопедия религий. / Под ред. А. П. Забияко, А. Н. Красникова, Е. С. Элбакян. — М.: Академический проект, 2008.
- Давыдов И. П. Александро-Невская Лавра. // Энциклопедия религий. / Под ред. А. П. Забияко, А. Н. Красникова, Е. С. Элбакян. — М.: Академический проект, 2008.
- Давыдов И. П. Алексий I (Симанский)// Энциклопедия религий. / Под ред. А. П. Забияко, А. Н. Красникова, Е. С. Элбакян. — М.: Академический проект, 2008.
- Давыдов И. П. Алексий II (Ридигер) // Энциклопедия религий. / Под ред. А. П. Забияко, А. Н. Красникова, Е. С. Элбакян. — М.: Академический проект, 2008.
- Давыдов И. П. Алексий, митрополит Московский. // Энциклопедия религий. / Под ред. А. П. Забияко, А. Н. Красникова, Е. С. Элбакян. — М.: Академический проект, 2008.
- Давыдов И. П. Алкуин. // Энциклопедия религий. / Под ред. А. П. Забияко, А. Н. Красникова, Е. С. Элбакян. — М.: Академический проект, 2008.
- Давыдов И. П. Алтарь. // Энциклопедия религий. / Под ред. А. П. Забияко, А. Н. Красникова, Е. С. Элбакян. — М.: Академический проект, 2008.
- Давыдов И. П. Амвон. // Энциклопедия религий. / Под ред. А. П. Забияко, А. Н. Красникова, Е. С. Элбакян. — М.: Академический проект, 2008.
- Давыдов И. П. Амвросий Оптинский. // Энциклопедия религий. / Под ред. А. П. Забияко, А. Н. Красникова, Е. С. Элбакян. — М.: Академический проект, 2008.
- Давыдов И. П. Аминь. // Энциклопедия религий. / Под ред. А. П. Забияко, А. Н. Красникова, Е. С. Элбакян. — М.: Академический проект, 2008.
- Давыдов И. П. Аналой. // Энциклопедия религий. / Под ред. А. П. Забияко, А. Н. Красникова, Е. С. Элбакян. — М.: Академический проект, 2008.
- Давыдов И. П. Анафема. // Энциклопедия религий. / Под ред. А. П. Забияко, А. Н. Красникова, Е. С. Элбакян. — М.: Академический проект, 2008.
- Давыдов И. П. Ангелы. // Энциклопедия религий. / Под ред. А. П. Забияко, А. Н. Красникова, Е. С. Элбакян. — М.: Академический проект, 2008.
- Давыдов И. П. Андрей Первозванный. // Энциклопедия религий. / Под ред. А. П. Забияко, А. Н. Красникова, Е. С. Элбакян. — М.: Академический проект, 2008.
- Давыдов И. П. Антидор. // Энциклопедия религий. / Под ред. А. П. Забияко, А. Н. Красникова, Е. С. Элбакян. — М.: Академический проект, 2008.
- Давыдов И. П. Антиминс. // Энциклопедия религий. / Под ред. А. П. Забияко, А. Н. Красникова, Е. С. Элбакян. — М.: Академический проект, 2008.
- Давыдов И. П. Антиохийская школа богословов. // Энциклопедия религий. / Под ред. А. П. Забияко, А. Н. Красникова, Е. С. Элбакян. — М.: Академический проект, 2008.
- Давыдов И. П. Антитринитарии. // Энциклопедия религий. / Под ред. А. П. Забияко, А. Н. Красникова, Е. С. Элбакян. — М.: Академический проект, 2008.
- Давыдов И. П. Антихрист. // Энциклопедия религий. / Под ред. А. П. Забияко, А. Н. Красникова, Е. С. Элбакян. — М.: Академический проект, 2008.
- Давыдов И. П. Антоний (Храповицкий). // Энциклопедия религий. / Под ред. А. П. Забияко, А. Н. Красникова, Е. С. Элбакян. — М.: Академический проект, 2008.
- Давыдов И. П. Антоний Великий. // Энциклопедия религий. / Под ред. А. П. Забияко, А. Н. Красникова, Е. С. Элбакян. — М.: Академический проект, 2008.
- Давыдов И. П. Антоний Печерский. // Энциклопедия религий. / Под ред. А. П. Забияко, А. Н. Красникова, Е. С. Элбакян. — М.: Академический проект, 2008.
- Давыдов И. П. Антоний Сийский. // Энциклопедия религий. / Под ред. А. П. Забияко, А. Н. Красникова, Е. С. Элбакян. — М.: Академический проект, 2008.
- Давыдов И. П. Антонин (Капустин). // Энциклопедия религий. / Под ред. А. П. Забияко, А. Н. Красникова, Е. С. Элбакян. — М.: Академический проект, 2008.
- Давыдов И. П. Апокалипсис. // Энциклопедия религий. / Под ред. А. П. Забияко, А. Н. Красникова, Е. С. Элбакян. — М.: Академический проект, 2008.
- Давыдов И. П. Аполлинаризм. // Энциклопедия религий. / Под ред. А. П. Забияко, А. Н. Красникова, Е. С. Элбакян. — М.: Академический проект, 2008.
- Давыдов И. П. Аполлинарий Лаодикийский. // Энциклопедия религий. / Под ред. А. П. Забияко, А. Н. Красникова, Е. С. Элбакян. — М.: Академический проект, 2008.
- Давыдов И. П. Апологетика. // Энциклопедия религий. / Под ред. А. П. Забияко, А. Н. Красникова, Е. С. Элбакян. — М.: Академический проект, 2008.
- Давыдов И. П. Апологеты раннехристианские. // Энциклопедия религий. / Под ред. А. П. Забияко, А. Н. Красникова, Е. С. Элбакян. — М.: Академический проект, 2008.
- Давыдов И. П. Апостолы. // Энциклопедия религий. / Под ред. А. П. Забияко, А. Н. Красникова, Е. С. Элбакян. — М.: Академический проект, 2008.
- Давыдов И. П. Апофатическое богословие. // Энциклопедия религий. / Под ред. А. П. Забияко, А. Н. Красникова, Е. С. Элбакян. — М.: Академический проект, 2008.
- Давыдов И. П. Арвальские братья. // Энциклопедия религий. / Под ред. А. П. Забияко, А. Н. Красникова, Е. С. Элбакян. — М.: Академический проект, 2008.
- Давыдов И. П. Ареопагитики. // Энциклопедия религий. / Под ред. А. П. Забияко, А. Н. Красникова, Е. С. Элбакян. — М.: Академический проект, 2008.
- Давыдов И. П. Аристин Алексей. // Энциклопедия религий. / Под ред. А. П. Забияко, А. Н. Красникова, Е. С. Элбакян. — М.: Академический проект, 2008.
- Давыдов И. П. Армагеддон. // Энциклопедия религий. / Под ред. А. П. Забияко, А. Н. Красникова, Е. С. Элбакян. — М.: Академический проект, 2008.
- Давыдов И. П. Арминий. // Энциклопедия религий. / Под ред. А. П. Забияко, А. Н. Красникова, Е. С. Элбакян. — М.: Академический проект, 2008.
- Давыдов И. П. Армянская апостольская церковь. // Энциклопедия религий. / Под ред. А. П. Забияко, А. Н. Красникова, Е. С. Элбакян. — М.: Академический проект, 2008.
- Давыдов И. П. Арсений Коневский. // Энциклопедия религий. / Под ред. А. П. Забияко, А. Н. Красникова, Е. С. Элбакян. — М.: Академический проект, 2008.
- Давыдов И. П. Археология библейская. // Энциклопедия религий. / Под ред. А. П. Забияко, А. Н. Красникова, Е. С. Элбакян. — М.: Академический проект, 2008.
- Давыдов И. П. Архиерей. // Энциклопедия религий. / Под ред. А. П. Забияко, А. Н. Красникова, Е. С. Элбакян. — М.: Академический проект, 2008.
- Давыдов И. П. Архимандрит. // Энциклопедия религий. / Под ред. А. П. Забияко, А. Н. Красникова, Е. С. Элбакян. — М.: Академический проект, 2008.
- Давыдов И. П. Архитектура культовая. // Энциклопедия религий. / Под ред. А. П. Забияко, А. Н. Красникова, Е. С. Элбакян. — М.: Академический проект, 2008.
- Давыдов И. П. Ассирийская церковь Востока. // Энциклопедия религий. / Под ред. А. П. Забияко, А. Н. Красникова, Е. С. Элбакян. — М.: Академический проект, 2008.
- Давыдов И. П. Афанасий Великий. // Энциклопедия религий. / Под ред. А. П. Забияко, А. Н. Красникова, Е. С. Элбакян. — М.: Академический проект, 2008.
- Давыдов И. П. Афон. // Энциклопедия религий. / Под ред. А. П. Забияко, А. Н. Красникова, Е. С. Элбакян. — М.: Академический проект, 2008.
- Давыдов И. П. Баптистерий. // Энциклопедия религий. / Под ред. А. П. Забияко, А. Н. Красникова, Е. С. Элбакян. — М.: Академический проект, 2008.
- Давыдов И. П. Бармы. // Энциклопедия религий. / Под ред. А. П. Забияко, А. Н. Красникова, Е. С. Элбакян. — М.: Академический проект, 2008.
- Давыдов И. П. Баур. // Энциклопедия религий. / Под ред. А. П. Забияко, А. Н. Красникова, Е. С. Элбакян. — М.: Академический проект, 2008.
- Давыдов И. П. Бауэр. // Энциклопедия религий. / Под ред. А. П. Забияко, А. Н. Красникова, Е. С. Элбакян. — М.: Академический проект, 2008.
- Давыдов И. П. Беда Достопочтенный. // Энциклопедия религий. / Под ред. А. П. Забияко, А. Н. Красникова, Е. С. Элбакян. — М.: Академический проект, 2008.
- Давыдов И. П. Белое духовенство. // Энциклопедия религий. / Под ред. А. П. Забияко, А. Н. Красникова, Е. С. Элбакян. — М.: Академический проект, 2008.
- Давыдов И. П. Библеистика. // Энциклопедия религий. / Под ред. А. П. Забияко, А. Н. Красникова, Е. С. Элбакян. — М.: Академический проект, 2008.
- Давыдов И. П. Благословение. // Энциклопедия религий. / Под ред. А. П. Забияко, А. Н. Красникова, Е. С. Элбакян. — М.: Академический проект, 2008.
- Давыдов И. П. Благочиние. // Энциклопедия религий. / Под ред. А. П. Забияко, А. Н. Красникова, Е. С. Элбакян. — М.: Академический проект, 2008.
- Давыдов И. П. Благочинный. // Энциклопедия религий. / Под ред. А. П. Забияко, А. Н. Красникова, Е. С. Элбакян. — М.: Академический проект, 2008.
- Давыдов И. П. Блаженный. // Энциклопедия религий. / Под ред. А. П. Забияко, А. Н. Красникова, Е. С. Элбакян. — М.: Академический проект, 2008.
- Давыдов И. П. Богородица. // Энциклопедия религий. / Под ред. А. П. Забияко, А. Н. Красникова, Е. С. Элбакян. — М.: Академический проект, 2008.
- Давыдов И. П. Богословие. // Энциклопедия религий. / Под ред. А. П. Забияко, А. Н. Красникова, Е. С. Элбакян. — М.: Академический проект, 2008.
- Давыдов И. П. Богослужение. // Энциклопедия религий. / Под ред. А. П. Забияко, А. Н. Красникова, Е. С. Элбакян. — М.: Академический проект, 2008.
- Давыдов И. П. Богочеловек. // Энциклопедия религий. / Под ред. А. П. Забияко, А. Н. Красникова, Е. С. Элбакян. — М.: Академический проект, 2008.
- Давыдов И. П. Бриллиантов А. И. // Энциклопедия религий. / Под ред. А. П. Забияко, А. Н. Красникова, Е. С. Элбакян. — М.: Академический проект, 2008.
- Давыдов И. П. Бухарев А. М. // Энциклопедия религий. / Под ред. А. П. Забияко, А. Н. Красникова, Е. С. Элбакян. — М.: Академический проект, 2008.
- Давыдов И. П. Валентин. // Энциклопедия религий. / Под ред. А. П. Забияко, А. Н. Красникова, Е. С. Элбакян. — М.: Академический проект, 2008.
- Давыдов И. П. Варвара. // Энциклопедия религий. / Под ред. А. П. Забияко, А. Н. Красникова, Е. С. Элбакян. — М.: Академический проект, 2008.
- Давыдов И. П. Варлаам Хутынский. // Энциклопедия религий. / Под ред. А. П. Забияко, А. Н. Красникова, Е. С. Элбакян. — М.: Академический проект, 2008.
- Давыдов И. П. Василид. // Энциклопедия религий. / Под ред. А. П. Забияко, А. Н. Красникова, Е. С. Элбакян. — М.: Академический проект, 2008.
- Давыдов И. П. Василий Великий. // Энциклопедия религий. / Под ред. А. П. Забияко, А. Н. Красникова, Е. С. Элбакян. — М.: Академический проект, 2008.
- Давыдов И. П. Введение во храм Пресвятой Богородицы. // Энциклопедия религий. / Под ред. А. П. Забияко, А. Н. Красникова, Е. С. Элбакян. — М.: Академический проект, 2008.
- Давыдов И. П. Введенский А. И. // Энциклопедия религий. / Под ред. А. П. Забияко, А. Н. Красникова, Е. С. Элбакян. — М.: Академический проект, 2008.
- Давыдов И. П. Венчание. // Энциклопедия религий. / Под ред. А. П. Забияко, А. Н. Красникова, Е. С. Элбакян. — М.: Академический проект, 2008.
- Давыдов И. П. Викариатство. // Энциклопедия религий. / Под ред. А. П. Забияко, А. Н. Красникова, Е. С. Элбакян. — М.: Академический проект, 2008.
- Давыдов И. П. Викентий Леринский. // Энциклопедия религий. / Под ред. А. П. Забияко, А. Н. Красникова, Е. С. Элбакян. — М.: Академический проект, 2008.
- Давыдов И. П. Виссарион Никейский. // Энциклопедия религий. / Под ред. А. П. Забияко, А. Н. Красникова, Е. С. Элбакян. — М.: Академический проект, 2008.
- Давыдов И. П. Вселенские соборы. // Энциклопедия религий. / Под ред. А. П. Забияко, А. Н. Красникова, Е. С. Элбакян. — М.: Академический проект, 2008.
- Давыдов И. П. Всемирный потоп. // Энциклопедия религий. / Под ред. А. П. Забияко, А. Н. Красникова, Е. С. Элбакян. — М.: Академический проект, 2008.
- Давыдов И. П. Гемара. // Энциклопедия религий. / Под ред. А. П. Забияко, А. Н. Красникова, Е. С. Элбакян. — М.: Академический проект, 2008.
- Давыдов И. П. Георгий Победоносец. // Энциклопедия религий. / Под ред. А. П. Забияко, А. Н. Красникова, Е. С. Элбакян. — М.: Академический проект, 2008.
- Давыдов И. П. Герман Валаамский. // Энциклопедия религий. / Под ред. А. П. Забияко, А. Н. Красникова, Е. С. Элбакян. — М.: Академический проект, 2008.
- Давыдов И. П. Гластонбери. // Энциклопедия религий. / Под ред. А. П. Забияко, А. Н. Красникова, Е. С. Элбакян. — М.: Академический проект, 2008.
- Давыдов И. П. Гнозис. // Энциклопедия религий. / Под ред. А. П. Забияко, А. Н. Красникова, Е. С. Элбакян. — М.: Академический проект, 2008.
- Давыдов И. П. Гностицизм. // Энциклопедия религий. / Под ред. А. П. Забияко, А. Н. Красникова, Е. С. Элбакян. — М.: Академический проект, 2008.
- Давыдов И. П. Голгофа. // Энциклопедия религий. / Под ред. А. П. Забияко, А. Н. Красникова, Е. С. Элбакян. — М.: Академический проект, 2008.
- Давыдов И. П. Голубинский Ф. А. // Энциклопедия религий. / Под ред. А. П. Забияко, А. Н. Красникова, Е. С. Элбакян. — М.: Академический проект, 2008.
- Давыдов И. П. Гомилетика. // Энциклопедия религий. / Под ред. А. П. Забияко, А. Н. Красникова, Е. С. Элбакян. — М.: Академический проект, 2008.
- Давыдов И. П. Грех. // Энциклопедия религий. / Под ред. А. П. Забияко, А. Н. Красникова, Е. С. Элбакян. — М.: Академический проект, 2008.
- Давыдов И. П. Григор Просветитель. // Энциклопедия религий. / Под ред. А. П. Забияко, А. Н. Красникова, Е. С. Элбакян. — М.: Академический проект, 2008.
- Давыдов И. П. Григорий Богослов. // Энциклопедия религий. / Под ред. А. П. Забияко, А. Н. Красникова, Е. С. Элбакян. — М.: Академический проект, 2008.
- Давыдов И. П. Григорий Нисский. // Энциклопедия религий. / Под ред. А. П. Забияко, А. Н. Красникова, Е. С. Элбакян. — М.: Академический проект, 2008.
- Давыдов И. П. Григорий Палама. // Энциклопедия религий. / Под ред. А. П. Забияко, А. Н. Красникова, Е. С. Элбакян. — М.: Академический проект, 2008.
- Давыдов И. П. Григорий Синаит. // Энциклопедия религий. / Под ред. А. П. Забияко, А. Н. Красникова, Е. С. Элбакян. — М.: Академический проект, 2008.
- Давыдов И. П. Де Ветте. // Энциклопедия религий. / Под ред. А. П. Забияко, А. Н. Красникова, Е. С. Элбакян. — М.: Академический проект, 2008.
- Давыдов И. П. Денарий. // Энциклопедия религий. / Под ред. А. П. Забияко, А. Н. Красникова, Е. С. Элбакян. — М.: Академический проект, 2008.
- Давыдов И. П. Дмитрий Ростовский. // Энциклопедия религий. / Под ред. А. П. Забияко, А. Н. Красникова, Е. С. Элбакян. — М.: Академический проект, 2008.
- Давыдов И. П. Дионисий Александрийский. // Энциклопедия религий. / Под ред. А. П. Забияко, А. Н. Красникова, Е. С. Элбакян. — М.: Академический проект, 2008.
- Давыдов И. П. Диофизиты. // Энциклопедия религий. / Под ред. А. П. Забияко, А. Н. Красникова, Е. С. Элбакян. — М.: Академический проект, 2008.
- Давыдов И. П. Догмат. // Энциклопедия религий. / Под ред. А. П. Забияко, А. Н. Красникова, Е. С. Элбакян. — М.: Академический проект, 2008.
- Давыдов И. П. Догматика. // Энциклопедия религий. / Под ред. А. П. Забияко, А. Н. Красникова, Е. С. Элбакян. — М.: Академический проект, 2008.
- Давыдов И. П. Документальная гипотеза. // Энциклопедия религий. / Под ред. А. П. Забияко, А. Н. Красникова, Е. С. Элбакян. — М.: Академический проект, 2008.
- Давыдов И. П. Дух Святой. // Энциклопедия религий. / Под ред. А. П. Забияко, А. Н. Красникова, Е. С. Элбакян. — М.: Академический проект, 2008.
- Давыдов И. П. Духовный учебные заведения. // Энциклопедия религий. / Под ред. А. П. Забияко, А. Н. Красникова, Е. С. Элбакян. — М.: Академический проект, 2008.
- Давыдов И. П. Духовный регламент.// Энциклопедия религий. / Под ред. А. П. Забияко, А. Н. Красникова, Е. С. Элбакян. — М.: Академический проект, 2008.
- Давыдов И. П. Душа. // Энциклопедия религий. / Под ред. А. П. Забияко, А. Н. Красникова, Е. С. Элбакян. — М.: Академический проект, 2008.
- Давыдов И. П. Дьякон. // Энциклопедия религий. / Под ред. А. П. Забияко, А. Н. Красникова, Е. С. Элбакян. — М.: Академический проект, 2008.
- Давыдов И. П. Дьявол. // Энциклопедия религий. / Под ред. А. П. Забияко, А. Н. Красникова, Е. С. Элбакян. — М.: Академический проект, 2008.
- Давыдов И. П. Дюшен.// Энциклопедия религий. / Под ред. А. П. Забияко, А. Н. Красникова, Е. С. Элбакян. — М.: Академический проект, 2008.
- Давыдов И. П. Старчество.// Энциклопедия религий. / Под ред. А. П. Забияко, А. Н. Красникова, Е. С. Элбакян. — М.: Академический проект, 2008.

Энциклопедия эпистемологии и философии науки
- Давыдов И. П. Апофатическое богословие // Энциклопедия эпистемологии и философии науки / Под общ. ред. член-корр. РАН И. Т. Касавина. — М.: Канон-плюс, РООИ «Реабилитация», 2009. — С. 66—67. — 1248 с. — 800 экз. — ISBN 978-5-88373-089-3.
- Давыдов И. П. Катафатическое богословие // Энциклопедия эпистемологии и философии науки / Под общ. ред. член-корр. РАН И. Т. Касавина. — М.: Канон-плюс, РООИ «Реабилитация», 2009. — С. 350—351. — 1248 с. — 800 экз. — ISBN 978-5-88373-089-3.
- Давыдов И. П. Чудо // Энциклопедия эпистемологии и философии науки / Под общ. ред. член-корр. РАН И. Т. Касавина. — М.: Канон-плюс, РООИ «Реабилитация», 2009. — С. 1124—1125. — 1248 с. — 800 экз. — ISBN 978-5-88373-089-3.

### Доклады
- Давыдов И. П. Религиоведение и правоведение: точки соприкосновения // Сборник докладов межвузовской конференции «Религиоведение в системе высшего образования» (2006 г.): Вестник Российского Сообщества преподавателей религиоведения / Отв. за вып. И. Н. Яблоков. — М.: Социально-политическая мысль, 2008. С. 53-55
- Давыдов И. П. Как возможно судебное религиоведение? // Материалы юбилейных конференций в честь 70-летия воссоздания философского факультета в структуре Московского университета, серия 1 электрон.опт.диск (CD-ROM). — М.: МГУ имени М. В. Ломоносова. Философский факультет, 2011. — С. 15-15. ISBN 978-5-93883-183-4
- Давыдов И. П. Методология современной типологизации богородичных икон // Научный семинар Ассоциации историков религии, Российской национальной комиссии при Международной комиссии по сравнительной истории церквей, Центра украинистики и белоруссистики исторического факультета МГУ «Священные образы, иконы и иконопочитание как предмет религиоведения и университетского преподавания, Гусь-Хрустальный, 2011
- Давыдов И. П. К вопросу о современной типологизации спасовых икон // Юбилейные Ломоносовские чтения. М.: МГУ имени М. В. Ломоносова, 2011.
- Давыдов И. П. К вопросу о современной типологизации икон Божией Матери // IV Международная научная интернет-конференция по религиоведению «Религия и искусство в постсовременном мире». М. МРО., 2011.
- Давыдов И. П. Эпистемология религиоведения в век науки // Материалы докладов конгресса "Религия в век науки" (электронная публикация). — http://philosophy.spbu.ru/203/8314/8315/8317. — Сайт СПбГУ СПбГУ, 2012.
- Давыдов И. П. Эпистемология религиоведения //  VI международная научно-практическая конференция "Теоретические и практические аспекты развития современной науки", Москва, 2012
- Давыдов И. П. Трансгрессивность мифологичного // Философия в современном мире: диалог мировоззрений. Материалы VI Российского философского конгресса (Нижний Новгород, 27–30 июня 2012 г.). Т. 3. — Н. Новгород: Изд-во ННГУ имени Н. И. Лобачевского, 2012. — С. 310-311.
- Давыдов И. П. Судебное религиоведение: pro et contra // Научная межвузовская конференция, посвященная памяти профессора Ф. М. Рудинского «Права и свободы человека и гражданина: теоретические аспекты и юридическая практика», М. 2012
- Давыдов И. П. Современные проблемы методологии религиоведения // Межвузовская Сретенская конференция «Сретенские чтения», М., 2012.
- Давыдов И. П. От иконописи к иконике (Критический анализ православной иконологии) // Научная конференция «Ломоносовские чтения», М., 2012.
- Давыдов И. П. Методологические проблемы современной типологизации икон Иисуса Христа // VIII Международная научная конференция «Икона в русской словесности и культуре», М., 2012.
- Давыдов И. П. Компаративистика церковного права в контексте междисциплинарных подходов в религиоведении // Междисциплинарные подходы в изучении европейских религиозно-культурных традиций (ЦУБ МГУ), МГУ имени М. В. Ломоносова, 2012.
- Давыдов И. П. Компаративистика церковного права // IV Межвузовская научная конференция «Проблемы исторического и теоретического религиоведения», М., 2012.
- Давыдов И. П. Кульпабилизационная функция религии // Материалы Международной научной конференции "Дни науки философского факультета - 2013" (16-17 апреля 2013 г.). — Киев: Киевский национальный университет имени Тараса Шевченко, 2013. — С. 31-34
- Давыдов И. П. Эпистемология религиоведения и философия религии // Международная конференция «Религия и религиозность в локальном и глобальном измерении» (30-31.10.2013, Владимир, ВлГУ), Владимир: ВлГУ, 2013
- Давыдов И. П. Функциональный анализ религии: от социологии к социальной антропологии // Исследование современной религии: методы и методология. — М.: МГИМО, 2013
- Давыдов И. П. Функциональный анализ православной иконы. // V Международная научная конференция «Церковь, государство и общество в истории России и православных стран», Владимир: ВлГУ, 2013
- Давыдов И. П. Функциональный анализ мифоритуала: от социологии к социальной антропологии религии // Международная научно-практическая конференция "Человек и религия", Минск (Беларусь), 2013
- Давыдов И. П. Функциональный анализ иконы // V Межвузовская научная конференция «Проблемы исторического и теоретического религиоведения» 5 – 6 апреля 2013 года, Москва, МГУ, МФТИ, 2013.
- Давыдов И. П. Функции религии vs. дефиниции религии // Международная конференция «Религия и религиозность в локальном и глобальном измерении» (30-31.10.2013, Владимир, ВлГУ). — Владимир, ВлГУ, 2013.
- Давыдов И. П. Религиоведение как рамочное понятие // V коллоквиум Междисциплинарного интеллектуального клуба ПСТГУ, Ясная Поляна, 2013
- Давыдов И. П. Кульпабилизация как социальная функция религии // Всеукраинская научная конференция "Научный диалог "ВОСТОК-ЗАПАД", Каменец-Подольск (Украина), 2013
- Давыдов И. П. Философское сообщество и религиоведение в свете акторно-сетевой теории Бруно Латура // Научная конференция «Российское философское сообщество: история, современное состояние, перспективы развития», Москва, МГУ, 2013.
- Давыдов И. П., Фадеев И. А. Философско-религиоведческие аспекты канонического права Церкви Англии в свете проблемы англиканской идентичности // IV Международная научно-практическая конференция «Современные концепции научных исследований» , Москва, 2014.
- Давыдов И. П. Сакральная топография, иеротопия и иеротопика: точки сближения // Святость и святые места: религиоведческий аспект, МГУ, ПСТГУ, 2014.
- Давыдов И. П. Русский фольклор и православный акафист: случайны ли параллели? // История литературы в системе современных гуманитарных дисциплин, МГУ, 2014.
- Давыдов И. П. Религиоведение как "пустое рамочное понятие" // Научный семинар «Трансгрессия мифа», МГУ, исторический факультет, 2014.
- Давыдов И. П. Религиоведение в свете акторно-сетевой теории // Международная научно-практическая конференция «Государство, религия, общество в современной России», РАНХиГС, 29 октября 2014.
- Давыдов И. П. Иеротопия: pro et contra // Ломоносовские чтения, 2014.

### Рецензии
- Давыдов И. П. Рецензия на статью И. В. Гавриш "Легитимизация (легализация) конфессионального брака" // TERRA RELIGIOSA, 2011
- Давыдов И. П. Рецензия на статью И.В. Гавриш "Права и свободы ребенка в выборе религиозных убеждений (на материале международно-правовых актов // TERRA RELIGIOSA, 2011
- Давыдов И. П. Рецензия на учебное пособие М. О. Шахова «Правовые основы деятельности религиозных объединений в Российской Федерации» (М., 2011) // TERRA RELIGIOSA, 2011
- Давыдов И. П. Философия? Религии? (Рец. на: Философия религии: альманах 2006–2007 / Философия религии: Альманах 2008–2009 / Философия религии: Альманах 2010–2011 / Отв. ред. В. К. Шохин) // Вестник ПСТГУ. Сер. 1: Богословие. Философия, том 6, № 44, с. 121-126
- Давыдов И. П. Рецензия на статью И. В. Гавриш "Легализация религиозного брака: проблемы и перспективы" // TERRA RELIGIOSA, 2012.
- Давыдов И. П. Рецензия на книгу: Научные и богословские эпистемологические парадигмы: историческая динамика и универсальные основания // Религиоведение. — № 1. — С. 189-192.
- Давыдов И. П. Рецензия на коллективную монографию: Брольо Франческо Марджотта, Мирабелли Чезаре, Онида Франческо. Религии и юридические системы: Введение в сравнительное церковное право. / Пер. с итал. – М., ББИ им. ап. Андрея, 2008. – 437 с. (Серия «История церкви») // Религиоведение. — № 2. — С. 202-206.
- Давыдов И. П. Рецензия на книгу: Мюррей М., Рей М. Введение в философию религии. М.ББИ, 2010 // Вестник ПСТГУ. Серия Богословие. Философия. —  № 2 (40). — С. 148-151.
- Давыдов И. П. Что такое антропология для религиоведов // Религиоведческие исследования. 2014. №1-2 (9-10). С. 144-150
- Давыдов И. П. Ло Дж. После метода: беспорядок и социальная наука. / Перев. с англ. под ред. С. Гавриленко. М.: Изд-во ин-та Гайдара, 2015. — 352 с. // Государство, религия, Церковь в России и за рубежом. № 3. С. 414—425.
- Давыдов И. П. Архетип коллективной памяти (Рецензия на книгу: Ассман Алейда. Длинная тень прошлого. Мемориальная культура и историческая политика) // Вестник Ленинградского Государственного университета имени А.С. Пушкина. Серия Философия. 2015. Т. 2. № 2. С. 377—387